# Suzuki Katana
Suzuki Katana – motorower typu skuter produkowany od 1997 do 2006. Pojemność silnika 49cm³, prędkość 50km/h. 
Występowało 8 wersji tego skutera:
- Ay50 - wersja Air Cooled chłodzona powietrzem z jednym hamulcem tarczowym
- Ay50LC - wersja Liquid Cooled chłodzona cieczą, 2 hamulce tarczowe z dwoma reflektorami soczewkowymi
- Ay50LC K1 - wersja Liquid Cooled chłodzona cieczą 2 hamulce tarczowe z jednym reflektorem
- Ay50WR - wersja Liquid Cooled chłodzona cieczą, 2 hamulce tarczowe, spoiler za siedzeniem malowanie, jak w wersji R z dwoma reflektorami soczewkowymi
- Ay50WR K1 - wersja Liquid Cooled chłodzona cieczą. 2 hamulce tarczowe. spoler za siedzeniem. malowanie jak w wersji R z jednym reflektorem
- Ay50 Performance - wersja z dużo większą mocą, chłodzona powietrzem z jednym hamulcem tarczowym
- Ay50WR Telefonica MoviStar - wersja Liquid Cooled chłodzona cieczą, 2 hamulce tarczowe, spoler za siedzeniem, z dwoma reflektorami soczewkowymi. Limitowana edycja w malowaniu wyścigowym "Telefonica MoviStar"
- Ay50WR K1 Telefonica MoviStar - wersja Liquid Cooled chłodzona cieczą, 2 hamulce tarczowe, spoler za siedzeniem z jednym reflektorem. Limitowana edycja w malowaniu wyścigowym "Telefonica MoviStar"